# Серая украинская (порода коров)
Се́рая украи́нская поро́да (укр. Сіра українська) — аборигенная порода крупного рогатого скота мясо-молочного направления.

## История
Выведена отбором и подбором серого степного скота, издавна разводившегося в странах Южной Европы. В конце XIX — начале XX века серая украинская порода была широко распространена на территории Украины. В XIX веке серая украинская порода получила известность как порода рабочего направления. 
Разводилась в Харьковской, Херсонской, Полтавской, Курской, Киевской, Черниговской, Волынской, Подольской, Бессарабской, Екатеринославской, Таврической губерниях и в Кубанской и Терской областях. С применением в сельском хозяйстве машин отбор скота стали вести по мясным и молочным качествам. 
Во второй половине XX века из-за низкой продуктивности чистопородное разведение скота серой украинской породы прекратилось, за исключением двух генофондных стад. Началось широкое применение поглотительного скрещивания с быками красной степной, симментальской, швицкой и других пород.
В 1990 году общая численность составляла около 1,5 тысяч голов скота серой украинской породы. По состоянию на начало 1990-х годов, группа скота сохранилась в опытном хозяйстве в Поливановке Днепропетровской области и заповеднике «Аскания-Нова» Херсонской области Украины.

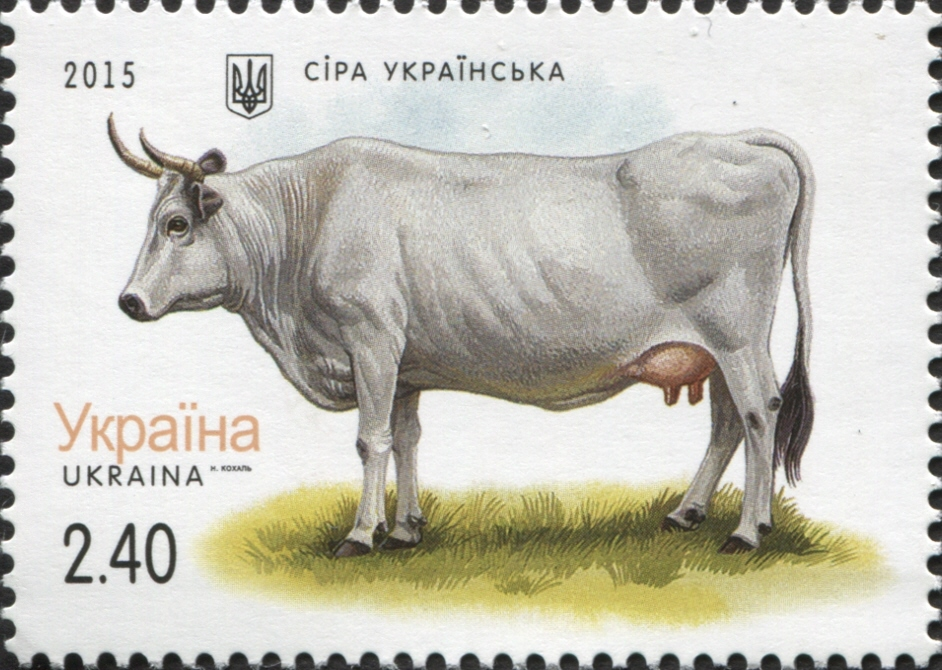
Украинская серая порода на марке Украины

В 2005 году при поддержке украинского отделения Всемирного фонда дикой природы (WWF) двенадцать голов серой украинской (один бык, пять телят и шесть коров) были завезены на остров Малый Татару в украинской дельте Дуная. Животных приобрели в биосферном заповеднике «Аскания-Нова», они хорошо акклиматизировались, их численность стала расти .

## Характеристика
Отличается исключительной приспособленностью к местным условиям, выносливостью, неприхотливостью, высокой жизнеспособностью, устойчивостью к различным заболеваниям, первосортным качеством кожи, хорошими рабочими качествами и способностью к нагулу. 
Конституция крепкая. Рослые, несколько высоконогие животные, с растянутым туловищем. Холка высокая, мускулатура хорошо развита. Голова длинная, большие уши, рога расходятся в стороны. Масть серая, разных оттенков: от светло-пепельного до серо-стального. 
Быки весят 800—850 (до 1100) килограммов, коровы — 450—550 (до 750) килограммов. 
Масса телят при рождении составляет 27—30 килограммов. Максимальные суточные приросты молодняк имеет в возрасте 9—12 месяцев (766—822 граммов). Убойный выход 62—65%.
Средний годовой удой 2100—2800 килограммов, жирность молока 4,2—4,5%. Содержание белка в молоке до 3,67% .  Рекордный удой был получен от коровы Ириски 5180—5365 кг молока жирностью 5,02%.